# NGC 115
NGC 115 es una galaxia espiral barrada localizada en la constelación de Sculptor. Fue descubierta por el astrónomo británico John Herschel el 25 de septiembre de 1834. La galaxia está aproximadamente a 85 millones de años luz de la Tierra, y tiene un diámetro de aproximadamente 50.000 años luz, casi la mitad del tamaño de nuestra galaxia, la Vía Láctea.